# 서브베이스
서브베이스(Sub-bass)는 90Hz이하의 들을 수 있는 소리를 가리키는 용어이다. 이보다 낮은 대역(16-17Hz 이하)의 소리는 초저주파 불가청음(infrasound)라고 불린다. 사운드 시스템에서 서브우퍼는 단독으로 낮은 베이스와 서브베이스를 증폭하는 데 사용된다. 베이스 테스트로 알려진 오디오 트랙은 서브베이스를 사용하고, 때때로 오디오 장비의 성능을 테스트하거나 시연하기 위하여 초저주파의 주파수를 사용한다.
높은 음량에서 청취자는 서브베이스를 듣기보다는 느끼게 된다. 이런 이유로 덥 레게(Dub Reggae)와 같이 베이스 드럼과 함께 사용되는 서브베이스는 댄스 음악에서 인기가 있으며, 모든 베이스라인이 서브베이스 주파수로 만들어진 덥스텝(Dubstep)과 드럼 앤 베이스 같은 음악 장르의 확장에 영향을 주었다. 많은 실험적 음악들이 서브베이스를 사용한다. 그 중에서도 드론 음악(Drone music)은 주요 사운드가 서브베이스 대역에서 나타난다. 세팔릭 카니지(Cephalic Carnage), 어벤지드 세븐폴드(AvengedSevenfold), 건스 앤 로지스(Guns N' Roses), 데빌 웨어스 프라다(The Devil Wears Prada)와 같은 헤비메탈 밴드의 노래에서도 서브베이스가 사용되었다.